# 斯捷帕尼夫卡 (梅納區)
51°31′29″N 32°1′42″E / 51.52472°N 32.02833°E
斯捷帕尼夫卡（烏克蘭語：Степанівка），是烏克蘭北部的村莊，隸屬切爾尼希夫州的科留基夫卡區。該村始建於1550年，面積2平方公里，海拔高度132米，2001年人口426，人口密度每平方公里213人。